# Drei Vaterunser für vier Halunken
Drei Vaterunser für vier Halunken (Originaltitel: Il grande duello) ist ein Italowestern aus dem Jahr 1972. Erstaufführung des Filmes von Giancarlo Santi war in Deutschland am 29. Dezember dieses Jahres. Er wurde auch als Rache unter roter Sonne vermarktet.

## Handlung
Philipp Vermeer wird des Mordes am Patriarchen Samuel Saxon beschuldigt, den er nicht begangen hat. Auf der Flucht vor Kopfgeldjägern, die die 3000 $ kassieren wollen, die auf seinen Kopf ausgesetzt sind, bekommt er Unterstützung vom ehemaligen Sheriff Clayton. Dieser behauptet den wahren Mörder zu kennen und möchte Vermeer helfen, seine Unschuld zu beweisen. Die beiden reisen in eine Stadt in Arizona, die von den drei Söhnen des Patriarchen beherrscht wird: David, Adam und Eli Saxon. Es stellt sich heraus, dass David Saxon beim Prozess den Richter bestochen hat, um an das Silber von Vermeer heranzukommen.
Vermeer wird gefangen genommen und soll gehängt werden. Als das Urteil verlesen wird, taucht Clayton auf und gibt zu, selbst den Patriarchen erschossen zu haben. Beim anschließenden Duell gelingt es Clayton mit der Hilfe von Vermeer alle drei Brüder zu töten.

## Hintergrund
Drei Vaterunser für vier Halunken ist das Regiedebüt von Giancarlo Santi, der zuvor bei Zwei glorreiche Halunken und Spiel mir das Lied vom Tod als Regieassistent mitarbeitete.
Das von Luis Bacalov komponierte Hauptthema wurde im Film Kill Bill – Volume 1 wiederverwendet.

## Kritiken
Die Zeitschrift Cinema bezeichnete den Film als einen „vielfach unterschätzten Spaghettiwestern“.
Frank Brenner schrieb auf digitalvd.de: „Giancarlo Santi hat seinem Lehrmeister Sergio Leone offensichtlich gut auf die Finger geschaut, denn sein Film ist für Genreliebhaber durchaus ein […] Geheimtipp geworden. Die Story ist von einer gekonnt am Köcheln gehaltenen Spannung, einige dezente Komikelemente lockern das Ganze auf, ohne es komplett zur Lachnummer abzustempeln.“
Die italienische Kritik war nicht begeistert: „Der Film ist voller banaler Szenen, die Figuren sind schematisch bis zur Absurdität, und es geht ihm jegliche Fantasie ab, mit Situationen und Momenten anders umzugehen als man das kennt“, so Vice in der Zeitschrift Avanti!

## Stunts
Stuntdouble für Lee Van Cleef war X Brands.

## Synchronisation
- Lee Van Cleef: Heinz Petruo[5]
- Alberto Dentice: Christian Brückner
- Marc Mazza: Norbert Langer
- Dominique Darel: Traudel Haas
- Sandra Cardini: Renate Danz
- Jess Hahn: Martin Hirthe
- Antonio Casale: Joachim Kemmer
- Gastone Pescucci: Joachim Pukaß
- Elvira Cortese: Lu Säuberlich
- Giorgio Trestini: Heinz Theo Branding